# Weissbier
La Weissbier (en alemany cervesa blanca) o també Weizenbier, (en alemany cervesa de blat) és un estil de cervesa típic de la regió de Baviera, a Alemanya. Es caracteritza sobretot per ser feta no només amb malt d'ordi sinó amb una elevada proporció de malt de blat, que li dona una característica tonalitat blanquinosa i un lleuger regust de plàtan o, fins i tot, de vainilla. La seva graduació i el seu sabor tendeixen a ser suaus, per això se la considera una cervesa molt bevible òptima per a les estacions més caloroses. Mentre la majoria de cerveses s'envasen en ampolles de 20 o de 33cl., la Weissbier es comercialitza habitualment en ampolles de mig litre.
Cosina germana de les Witbiers o biéres blanches belgues, ha donat lloc a diverses variants o sub-estils com ara la Hefeweiss, o la kristalweiss